# Parasola
Parasola là một chi mushrooms trong họ Psathyrellaceae.

## Các loài
This list is incomplete.
- Parasola auricoma (an inkcap)
- Parasola kuehneri (an inkcap)
- Parasola leiocephala (an inkcap)
- Parasola lilatincta (an inkcap)
- Parasola miser (an inkcap)
- Parasola plicatilis (Pleated Inkcap, Little Japanese Umbrella)

## Hình ảnh

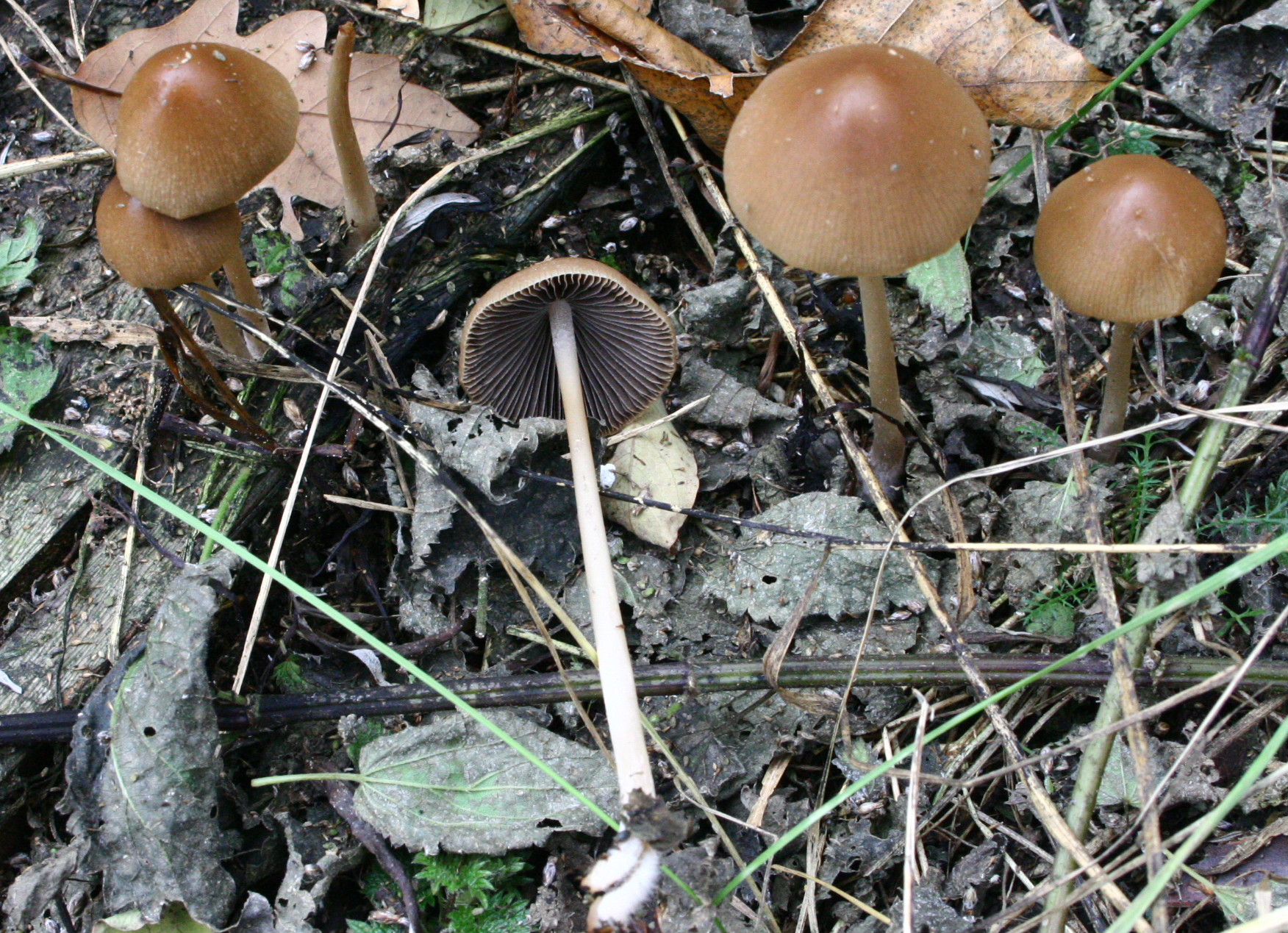